# Vice-Reino do Cáucaso (1801–1917)
Vice-Reino do Cáucaso (em russo:  Кавказское наместничество, romanizado: Kavkázskoye naméstnichestvo) foi a autoridade administrativa e política do Império Russo na região do Cáucaso exercida através dos cargos de glavnoupravlyayushchiy (em russo:  главноуправляющий) (1801–1844, 1882–1902) e namestnik (наместник) (1844–1882, 1904–1917). Esses dois termos são comumente traduzidos, embora com imprecisão, como vice-rei, que é frequentemente usado de forma intercambiável com o Governador-Geral. Mais precisamente, glavnoupravljajuçij é referido como Alto Comissário do Cáucaso, e namestnik como vice-rei.
Ao longo de mais de um século do domínio russo no Cáucaso, a estrutura do Vice-reino passou por várias mudanças, com a adição ou remoção de cargos administrativos e o redesenho das divisões provinciais.

## História
A primeira vez que a autoridade russa foi estabelecida sobre os povos do Cáucaso foi após a anexação russa do Reino de Cártlia-Caquécia (leste da Geórgia) em 1801. O General Karl von Knorring foi a primeira pessoa a ser designada para governar o Território do Cáucaso, sendo oficialmente nomeado Comandante-em-Chefe da Geórgia e Governador-Geral de Tíflis (Tiblíssi). Sob seus sucessores, notadamente o Príncipe Pavel Tsitsianov, General Aleksei Yermolov, Conde Ivan Paskevich e Príncipe Mikhail Vorontsov, a Transcaucásia russa se expandiu para abranger territórios adquiridos em uma série de guerras com o Império Otomano, o Império Persa e os povos do norte do Cáucaso. O escopo de sua jurisdição acabou por incluir o que hoje é a Geórgia, Armênia, Azerbaijão e norte do Cáucaso, bem como partes do nordeste da Turquia (hoje as províncias de Artvim, Ardacane, Carse e Eder).
Com sede em Tíflis, os vice-reis agiam como embaixadores de facto nos países vizinhos, comandantes-em-chefe das forças armadas e a autoridade civil suprema, a maior parte responsável apenas perante o Czar. De 3 de fevereiro de 1845 a 23 de janeiro de 1882, sua autoridade foi supervisionada pelo Comitê do Cáucaso como Krai do Cáucaso, composto por representantes do Conselho de Estado e dos ministérios das Finanças, Propriedades do Estado, Justiça e Interior, além de membros de comitês especiais. Após a Revolução de Fevereiro de 1917, que despojou o Czar Nicolau II da coroa russa, o Vice-reino do Cáucaso foi abolido pelo Governo Provisório Russo em 18 de março de 1917, e toda a autoridade, exceto a zona do exército ativo, foi confiada ao órgão administrativo civil chamado Comitê Especial da Transcaucásia ou Ozakom (abreviação para Osobyy Zakavkazskiy Komitet, Особый Закавказский Комитет).

## Gubernias e Oblasts em 1917

Mapa etnográfico da Transcaucásia russa, 1880

### Gubernias
- Gubernia de Bacu
- Mar Negro
- Elizavetpol
- Erevã
- Cutais
  - Okrug de Sucumi
- Tíflis
  - Okrug de Zacatal

### Oblasts
- Batum
- Daguestão
- Carse
- Cubã
- Tereque

## Altos Comissários e Vice-reis do Cáucaso

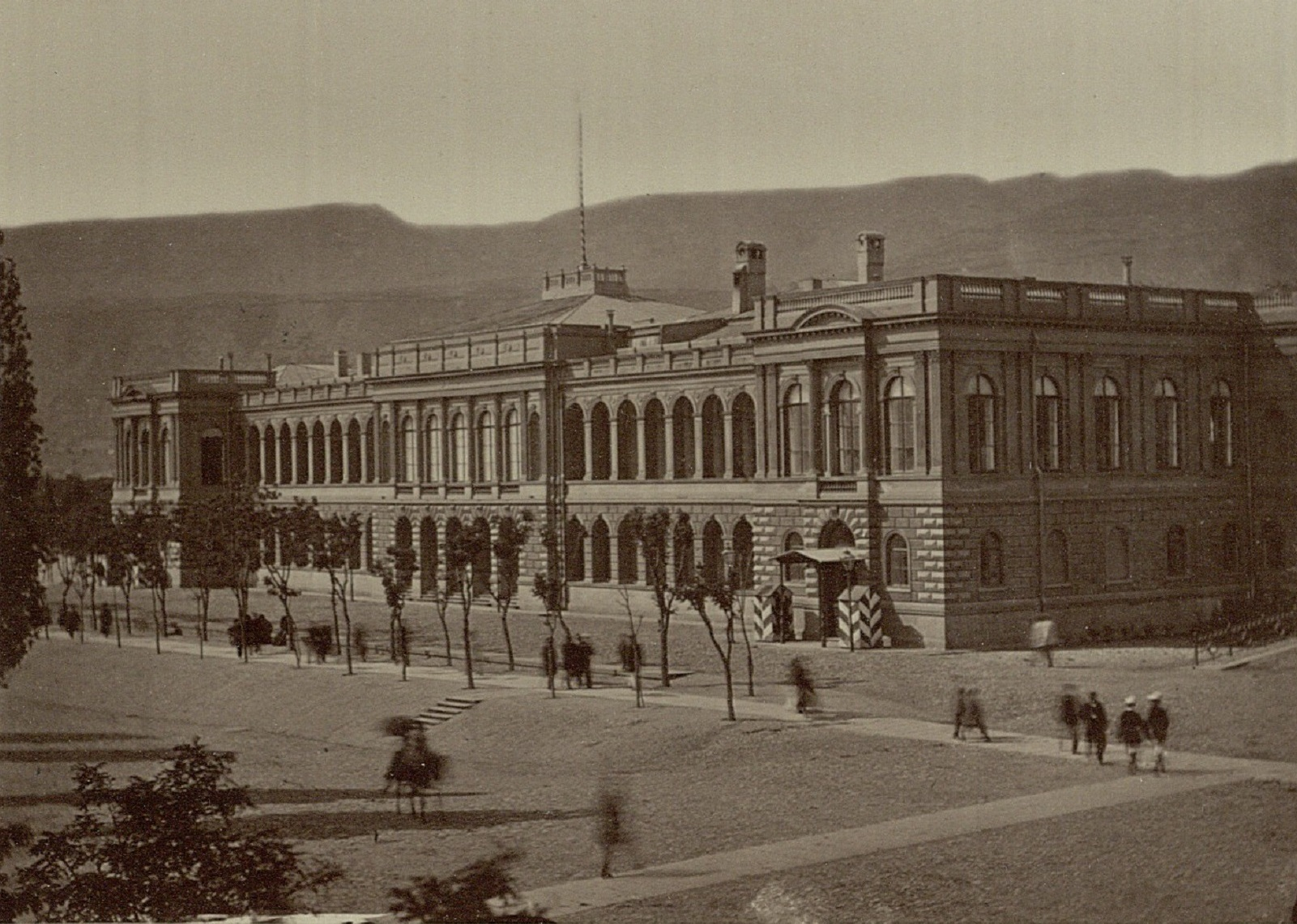
Palácio do vice-rei do Cáucaso em Tíflis, na década de 1860

- Karl Heinrich von Knorring (1801–1802)
- Pavel Tsitsianov (1802–1806)
- Ivan Gudovich (1806–1809)
- Alexandre Tormasov (1809–1811)
- Philip Paulucci (1811–1812)
- Nikolai Rtishchev (1812–1816)
- Aleksei Yermolov (1816–1827)
- Ivan Paskevich (1827–1831)
- Gregor von Rosen (1831–1838)
- Yevgeny Golovin 1838–1842)
- Alexandre Neidgart (1842–1844)
- Mikhail Vorontsov (1844–1854)
- Nikolai Muraviov-Amurski (1854–1856)
- Alexandre Baryatinski (1856–1862)
- Grigol Orbeliani (em exercício) (1862)
- Grão-Duque Mikhail Nikolaievich (1862–1882)
- Alexandre Dondukov-Korsakov (1882–1890)
- Sergei Sheremetiev (1890–1896)
- Grigori Golitsin (1896–1904)
- Yakov Malama (em exercício) (1904)
- Illarion Vorontsov-Dashkov (1904–1916)
- Grão-Duque Nikolai Nikolaievich (1916–1917)